# Taif
Taif (en árabe: الطائف aṭ-Ṭā’if) es una ciudad en la provincia de La Meca, al suroeste de Arabia Saudita a unos 1879 metros sobre el nivel del mar. Su área es de 800 km² y su población es de 1 100 000. Cada verano, el Gobierno saudí se traslada por el calor de Riad a Taif. La ciudad es el centro de una zona agrícola conocida por sus uvas, rosas y miel.

## Historia
En el siglo VI dominaba la zona la tribu de los Banu Thaqif. La deidad local era conocida como "la Señora de Taif".
Poco antes de la eclosión del islam se construyó una muralla de piedra en torno a la ciudad, aunque ya existía una fortaleza preislámica de origen controvertido. En el año 630 se libró una batalla en Hunayn cerca de la ciudad y poco después los musulmanes comenzaron el asedio de Taif que no tuvo éxito; los Banu Daws la asaltaron con catapultas pero el ataque fue repelido. La batalla de Tabuk en el 631 dejó la ciudad aislada y miembros de los Banu Thaqif (Ṯaqīf) fueron a La Meca para negociar la conversión de Taif. Por el pacto con Mahoma el territorio de la ciudad fue declarado haram o sagrado. El templo y estatua de la diosa al-Uzza fue destruido junto con todos los signos de la previa ciudad pagana.
El 17 de julio de 1517 el jerife de La Meca se sometió al sultán otomano Selim I y Taif junto con toda la región del Hiyaz, pasó entonces a la soberanía otomana. En 1802 la ocuparon los wahabitas y en 1813 la recuperaron los otomanos por medio de fuerzas egipcias. El mismo año fue visitada por el orientalista suizo Johann Ludwig Burckhardt que describió la ciudad justo después de la reconquista turca; aún eran visibles restos de la destrucción de la conquista del 1802 y muchos edificios estaban en ruinas; la tumba de Abdulah ibn Abbás, primo de Mahoma y ancestro de los califas abasíes, había sido considerablemente dañada. La población todavía pertenecía a los Thaqīf en gran parte. En 1843 los otomanos arreglaron los cuarteles y el castillo, en 1869 se construyó una casa para asuntos de gobierno (una Hukumet Konagi) y poco después se instaló una oficina de correos.
Al inicio de la I Guerra Mundial era comandante de Taif Ahmed Bey, que mandaba sobre tres mil soldados y 10 cañones. Ghalib Pasha, gobernador del Hiyaz, también estaba a menudo en la ciudad. En junio de 1916 los hachemitas lanzaron la revuelta (llamada Revuelta Árabe) contra el Imperio Otomano. En julio, Abd Allah, el hijo mayor del sheij (jefe tribal) hachemita, Husayn ibn Alí, fue enviado a la ciudad con 70 hombres. Ghalib Pasha no consideró peligrosa una fuerza tan pequeña pero en secreto Abd Allah llevó a las cercanías de la ciudad a un ejército de 5000 hombres y entonces cortó el telégrafo y comenzó el ataque. Los asaltos hachemitas fueron rechazados por los cañones y se estableció un sitio complicado para ambas partes; lentamente los hachemitas llevaron cañones y la ciudad cayó con cierta facilidad; se rindió el 22 de septiembre de 1916. Posteriormente quedó integrada en el nuevo reino hachemita del Hiyaz.
Abd al-Aziz ibn Saúd, sultán del Néyed, autorizó a los Ikhwan mandados por Sultan ibn Bijad y Khaled ibn Luwa atacar Taif (septiembre de 1924). El hijo del rey, Alí ibn Husayn, era el encargado de defender la ciudad, pero sus tropas tomaron pánico y huyeron; 300 soldados hachemitas fueron muertos por los Ikhwan que entraron en la ciudad. En 1926 Ibn Saúd fue oficialmente reconocido como nuevo rey del Hiyaz. Taif permaneció formalmente como parte del reino del Hiyaz y el Néyed. En 1932 los dos reinos se unificaron con el nombre de reino de Arabia Saudí.
El 20 de mayo de 1934 se firmó el tratado de paz de Taif por el que Hodeida, ocupada por los saudíes, fue devuelta al Yemen (20 de noviembre de 1934) que a cambio tuvo que reconocer la posesión del Asir y Tihama por los saudíes. El propio rey Abd al-Aziz ibn Saúd murió en la ciudad el 9 de noviembre de 1953.
En 1932 Taif era todavía una ciudad medieval (como todas en Arabia) pero en los años siguientes, sobre todo cuando en los años 40 empezó la explotación del petróleo, se fueron modernizando. En 1965 el rey Fáisal ibn Abd al-Aziz abrió la autopista de 87 km entre La Meca y Taif, y en 1974 comenzaron las obras de la mucho más larga de Taif hasta Abha y Jizan. En 1991 era una ciudad completamente moderna y por sus buenas comunicaciones fue elegida como base por el Grupo Rendon de televisión y radio que transmitía las noticias en Kuwait durante la ocupación iraquí.